# Ли Док Хи (теннисистка)
Ли Док Хи (кор. 이덕희, англ. Lee Duk Hee; р. 13 июля 1953) — южнокорейская профессиональная теннисистка. Игрок сборной Республики Кореи в Кубке Федерации, победительница турнира Avon Futures of Fort Mayers 1982 года, чемпионка Азиатских игр 1978 года в одиночном и парном разряде.

## Спортивная карьера
Наиболее значительных успехов в своей спортивной карьере Ли Док Хи добилась в составе сборной Республики Кореи в Кубке Федерации. С 1973 года, когда она дебютировала в составе сборной, по 1981 год, когда она в последний раз была приглашена защищать цвета национального флага, Ли выиграла 12 встреч в одиночном и 9 в парном разряде (проиграв, соответственно, 12 и 8). Она четырежды доходила со сборной до полуфинала Мировой группы Кубка Федерации, в том числе внеся в свой первый сезон решающий вклад в победы над командами Бельгии и Испании.
На индивидуальном уровне Ли Док Хи отметилась победой в профессиональном турнире Avon Futures of Fort Mayers в 1982 году (где в полуфинале она обыграла посеянную первой Розалин Фэрбенк) и выходом в четвёртый круг Открытого чемпионата США 1981 года. На пути в четвёртый круг ей удалось победить одну из сильнейших теннисисток своего времени Вирджинию Рузичи. На её счету также были победы над такими соперницами, как американки Билли-Джин Кинг, Кэнди Рейнольдс, Кэти и Барбара Джордан, британки Вирджиния Уэйд и Джо Дьюри. В 1983 году она поднялась до 47-го места в рейтинге сильнейших теннисисток мира. В парном разряде её высшим достижением был выход в финал Открытого чемпионата Швеции в 1981 году.
Помимо профессионального тура, Ли Док Хи также добивалась успехов на Азиатских играх: в 1974 году в Тегеране она завоевала серебряную медаль в женском парном разряде и «золото» в командных соревнованиях, а четыре года спустя в Бангкоке принесла Южной Корее две медали высшего достоинства — в одиночном разряде и в женских парах.
В честь Ли Док Хи назван международный юношеский теннисный турнир Lee Duk Hee Cup, проходивший ежегодно в Сеуле, а позже в Чхунчхоне.

## Участие в финалах турниров за карьеру (2)

### Одиночный разряд (1+0)
Победа (1)
| Дата       | Турнир                    | Покрытие | Соперница в финале | Счёт в финале |
| ---------- | ------------------------- | -------- | ------------------ | ------------- |
| 4 янв 1982 | Форт-Майерс, Флорида, США | Хард (i) | Ивонн Вермак       | 6-0, 6-3      |

### Парный разряд (0+1)
Поражение (1)
| Дата        | Турнир                            | Покрытие | Партнёр         | Соперницы в финале      | Счёт в финале |
| ----------- | --------------------------------- | -------- | --------------- | ----------------------- | ------------- |
| 20 июл 1981 | Открытый чемпионат Швеции, Бостад | Грунт    | Элизабет Экблом | Бетси Блейни Крис О'Нил | 4-6, 6-3, 4-6 |